# Schloss Günzlhofen
Koordinaten: 48° 14′ 36,9″ N, 11° 8′ 44,2″ O

Schloss Günzlhofen nach einem Stich von Michael Wening (um 1726)

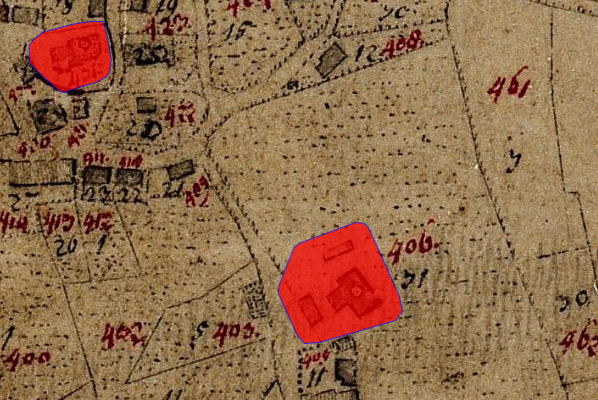
Lageplan von Schloss Günzlhofen auf dem Urkataster von Bayern

Das abgegangene Schloss Günzlhofen war ein Hofmarkschloss in Günzlhofen, einem Gemeindeteil der Gemeinde Oberschweinbach im oberbayerischen Landkreis Fürstenfeldbruck. Die Anlage wird als Bodendenkmal unter der Aktennummer D-1-7732-0148 als „abgegangenes Hofmarkschloss des späten Mittelalters und der frühen Neuzeit (‚Schloss Günzlhofen‘)“ geführt.

## Geschichte
Als Herr von Günzelhofen wird um 1170 ein Gottfried de Gunzelhoven genannt. Die von Gunzelhoven werden bis 1400 hier erwähnt, ihnen folgte 1480 der Pfleger zu Schlanders, Jerominus Berwang, nach. Clemens Münch zu Münchhausen erwarb die Hofmark 1565 durch Heirat. Als Nächstes kam diese ebenfalls auf dem Heiratsweg an die Auer von Pullach. Ihnen folgte Johann Warmund von Pienzenau und 1595 durch Kauf Hofkammerrat Carl Octavian von Imhoff nach. Die Familie Imhoff blieb bis 1825 im Besitz des Schlosses. Ihnen folgte durch Kauf 1844 Freiherr Max von Bouteville nach.

## Beschreibung
Das Schloss lag 180 m südöstlich der Pfarrkirche St. Margaretha in Günzlhofen. Das Schloss wurde 1500 durch Jeronimus Perwanger errichtet. Nach einem Brand von 1844 wurde das Schloss abgebrochen. Die östlich der Imhoffstraße liegende Anlage hatte in etwa die Ausmaße von 50 × 50 m.